# 메피스
메피스(MEPIS)는 유닉스 계열 운영 체제 가운데 하나다.

## 개요
- 지원하는 아키텍처: 심플리메피스 - x86, x86-64 / 안틱스 - x86
- 라이브 모드: 예(심플리메피스 - KDE / 안틱스 - 아이스WM)
- 필요한 CD 수: 1장(CD판)
- 필요한 DVD 수: 1장(DVD판)
- 유넷부트인을 통한 USB 디스크 작성 가능: 예

- 설치 인터페이스: Qt
- 기본 부트로더: 설치시 선택 가능(GRUB)
- 기본 셸: bash
- GCC:
- glibc 개발용 패키지:
- make:
- X 윈도 시스템: 예
- 기본 GUI: 심플리메피스 - KDE / 안틱스 - 아이스WM

- 패키지 확장자: deb
- 패키지 관리기: APT

- 출시 주기:
- 개발 현황: 진행 중

## 기타
- DVD판은 다운로드할 수는 없고 상점을 통해 구매해야 된다.